# Chelsea (Alabama)
 Denne artikel omhandler byen Chelsea (Alabama). Der er også andre byer med dette navn, se Chelsea.
Chelsea er en by i den centrale del af staten Alabama i USA. Den ligger i det amerikanske county Shelby County og er en del af byen Birminghams storbyområde. Den har 14.982 (2020) indbyggere.